# 老当益壮
《老当益壮》（英語：Wrestling Ernest Hemingway）是1993年美国浪漫剧情片，导演兰达·海恩斯，编剧斯蒂夫·康拉德，主演罗伯特·杜瓦尔、李察·哈里斯、派珀·劳瑞、桑德拉·布洛克、雪莉·麦克雷恩。

## 剧情
弗兰克是一名退休的爱尔兰海员。沃尔特是一位退休的古巴理发师。他们是两个孤独的老人，生活在佛罗里达州，觉得自己的生活非常空虚。
弗兰克、沃尔特两人在公园相遇时，艳丽的弗兰克经过几次尝试终于能够和内向的沃尔特开始对话。两人经常在一起并且逐渐成为朋友。有时候，两人在小吃店见面，沃尔特每天点同样的食物，并且喜欢上了年轻的女招待伊莱恩。
弗兰克在公共场合的言行粗鲁冒犯了沃尔特，这次的言行对他们的友谊蒙上了阴影。与此同时，弗兰克开始尝试和乔治亚约会。

## 演员
- 罗伯特·杜瓦尔 出演 沃尔特
- 李察·哈里斯 出演 弗兰克
- 派珀·劳瑞 出演 海伦·库尼
- 桑德拉·布洛克 出演 伊莱恩
- 派珀·劳瑞 出演 乔治亚
- 雪莉·麦克雷恩

## 上映
在烂番茄，根据21位评论家的评论，这部电影的支持率为57%。